# Natriumtetraboraat
Natriumtetraboraat of dinatriumtetraboraat is het natriumzout van boorzuur. De stof komt voor als een wit kristallijn poeder, dat goed oplosbaar is in water. Natriumtetraboraat komt voor in verschillende hydraten. Het decahydraat wordt aangeduid met de naam borax. Onder deze naam is het zowel bekend als mineraal en als oertiterstof voor zuren.  In deze vorm heeft het een molaire massa van 381,38 g·mol−1.
Een 4% oplossing van natriumtetraboraat in water heeft een pH van 9,3. Rond dit pH-niveau heeft een natriumtetraboraat-oplossing een bufferende werking.

## Voorkomen
In de natuur komt borax voor als het mineraal borax (Na2B4O5(OH)4 · 8 H2O), formeel het decahydraat (met formule Na2B4O7 · 10 H2O en niet het octahydraat, zoals de brutoformule doet denken) van natriumtetraboraat. De naam is afkomstig van het Perzische burah. Dit is de naam voor hetzelfde mineraal dat reeds in de Oudheid bekend was en onder andere gebruikt werd bij de productie van glas. Het woord gaat terug op het Middel-Perzische burak (wit). Ook de naam boor voor het voornaamste element in borax is daarvan afgeleid.

## Winning
Tegenwoordig is het mineraal borax de voornaamste bron van natriumtetraboraat. Eerder werden daarvoor vooral de mineralen colemaniet (Ca2B6O11 · 5 H2O), kerniet (Na2B4O6(OH)2 · 3 H2O) en tincalconiet (Na2B4O5(OH) · 3 H2O) ontgonnen.

## Eigenschappen
Natriumtetraboraat is een slecht oplosbaar zout in koud water, maar goed in warm water. Na verdamping van een oplossing van natriumtetraboraat ontstaat er een glasachtige laag die, bij toepassing op metaaloppervlakken, sterke oxidatie voorkomt en het uitvloeien van metaal bevordert. Daarom wordt het gebruikt als flux (vloeimiddel) bij het solderen.
Natriumtetraboraat kan worden omgezet tot boorzuur, door toevoeging van een sterk zuur zoals waterstofchloride:
{\displaystyle {\ce {Na2B4O7 . 10 H2O + 2 HCl -> 4 H3BO3 + 2 NaCl + 5 H2O}}}

## Toepassingen
Bestrijdingsmiddelen tegen houtworm op basis van natriumtetraboraat en boorzuur worden alleen toegepast door professionele bestrijders vanwege de giftigheid. Omwille van die (matige) giftigheid wordt natriumtetraboraat ook gebruikt als desinfecteermiddel.
Zout zijnde wordt natriumtetraboraat echter ook bij het organisch tuinieren gebruikt ter bestrijding van slakken (zouten tasten de slijmvliezen van slakken aan). In een oplossing van 70 gram natriumtetraboraat per emmer water (10 liter) verbrandt het de wortels van de planten niet, in tegenstelling tot natriumchloride, en is het onschadelijk voor mensen en andere dieren. Echter, natriumtetraboraat hoopt zich op in de grond en kan alleen door uitspoelen verwijderd worden. Daarom wordt het best niet meer dan eens per jaar gebruikt, aangezien natriumtetraboraat bij hogere concentraties wel giftig is voor planten, zoals alle sporenelementen.
Natriumtetraboraat is een geschikte oertiterstof om de concentratie van zuren via een titratie te bepalen (het zogenaamde titerstellen). Een oplossing van natriumtetraboraat kan in het laboratorium ook als titreervloeistof gebruikt worden voor de volumetrische bepaling van zure oplossingen.
Natriumtetraboraat wordt al decennia gebruikt in buffervloeistof voor oogdruppels. Het werkt zwak antiseptisch. Het wordt echter niet meer gebruikt als gorgeldrank, wegens de giftigheid na inslikken.
In cosmetica is een beperkt gebruik onder zekere voorwaarden toegestaan. Het wordt onder meer gebruikt als ontsmettend middel in poeders en in badproducten.
In combinatie met glycerine (borax-glycerine) wordt natriumtetraboraat gebruikt als antiseptisch middel, vooral bij ontstekingen in de mond (aanstippen). Het is vrij verkrijgbaar bij de drogist.
Borax wordt ook toegepast als vloeimiddel bij hardsolderen en bij wellen of vuurlassen. Wellen of vuurlassen is het aan elkaar verbinden van staal door het aan elkaar vast te smeden. Borax wordt dan gebruikt om de vorming van oxides tussen de beide delen tegen te gaan en zo een betere verbinding te krijgen.

## Toxicologie en veiligheid
Natriumtetraboraat is neurotoxisch, ook voor de nieren en de lever van de mens werkt het als vergif. Het kan worden opgenomen via de (beschadigde) huid. Ook bij gewoon huidcontact kunnen overgevoeligheidsreacties optreden. Natriumtetraboraat is ingedeeld als reprotoxisch categorie 2, hetgeen wil zeggen dat het de vruchtbaarheid en het ongeboren kind kan schaden.
De acute giftigheid is niet bijzonder groot. Een toxicologisch onderzoek met ratten gaf een LD50 voor acute vergiftiging van 4,5 g/kg (mannetjes) en 4,98 g/kg (vrouwtjes).
Ter vergelijking: 4500 mg natriumtetraboraat per kilogram lichaamsgewicht is dus dodelijk voor 50% van de ratten, terwijl voor nicotine die waarde al bij 1–4 mg/kg ligt. Geëxtrapoleerd naar mensen zou dit neer komen op een dodelijke dosis natriumtetraboraat van 58 gram per volwassene van 80 kilo.